# Ágætis byrjun
Ágætis byrjun je drugi album islandske post-rock grupe Sigur Rós. Sniman je u razdoblju ljeta 1998. do proljeća 1999. Producent na ovome albumu bio je Ken Thomas. Ovaj album su kritičari odlično prihvatili, smatran je jednim od najboljih albuma ovog sastava, te se sastav nakon njega probio i komercijalno na scenu.  
Album je dobio ime po rečenici koju je rekao prijatelj sastava kad je čuo prvu pjesmu snimljenu za ovaj album - "To je dobar početak". 

## Popis pjesama
Hrvatski prijevod pjesama u zagradama.
1. "Intro" – 1:36
2. "Svefn-g-englar" [Mjesečari] – 10:04
3. "Starálfur" [Vilenjak koji zuri] – 6:47
4. "Flugufrelsarinn" [Leteći spasitelj] – 7:47
5. "Ný batterí" [Nove baterije] – 8:11
6. "Hjartað hamast (bamm bamm bamm)" [Srce kuca (Boom Boom Boom)] – 7:11
7. "Viðrar vel til loftárása" [Dobar dan za zračne napade] – 10:18
8. "Olsen Olsen" – 8:03
9. "Ágætis byrjun" [Dobar početak] – 7:56
10. "Avalon" – 4:00